# Hasan Spaho
Hadži Hasan Husni-efendija Spaho (1841 Sarajevo, Osmanská říše – 8. dubna 1915 Sarajevo, Bosna a Hercegovina), někdy uváděn i jako Spahić, byl bosenskohercegovský islámský duchovní a pedagog bosňáckého původu.

## Životopis
Základní vzdělání v islámských vědách získal v rodném Sarajevu, vyšší pak v Istanbulu (ruždii a Daru-l-mualliminu, učitelské přípravce). Po dokončení škol se vrátil do Bosny, kde pak byl roku 1869 jmenován učitelem v jajecké ruždii, základní islámské škole s některými světskými předměty. O rok později byl za týmž účelem poslán do Sofie. Roku 1873 se stal ředitelem sarajevského Daru-l-mualliminu. Tato škola byla uzavřena roku 1878, kdy osmanskou provincii zabrala habsburská monarchie. Krátce po rakousko-uherském vpádu do Bosny byl jmenován učitelem orientálních jazyků v nově založeném gymnáziu v Sarajevu (1879–1880, vystřídal jej Ahmed Ribić), nato učitelem, muderrisem, v Gazi Husrev-begova hanikahu (1880–1888). Roku 1888 se stal profesorem v Šarí‘atské soudní škole (1. října 1888–21. listopadu 1905). V tomto zařízení pak mezi léty 1905 a 1912 zastával post ředitele (21. listopadu 1905–3. srpna 1912). Roku 1912 byl penzionován.
Hasan Spaho se oženil s Fatimou Bičakčićovou (?–1923), s níž přivedl na svět syny Fehima (1877–1942), Mehmeda (1883–1939) a Mustafu (1888–1964) a dcery Behiju, Aišu a Habibu.